# Groznij
Groznij (orosz: Грозный; csecsen: Соьлжа-ГӀала) város az Oroszországi Föderáció délnyugati részén, a kaukázusi régióban; Csecsenföld fővárosa.

## Nevének eredete
Orosz neve magyarul félelmetest, rettenetest jelent. Eredetileg egy erőd neve (Groznaja kreposzty) volt ez, amit az orosz gyarmatosítók építettek 1818-ban; az erőd neve szállt át 1870-ben a városra, az orosz nyelvben nőnemű erőd szó miatti végződés módosult a város szó nyelvtani neme miatt Groznijra.

## Történelem
A város fejlődése különösen a környékbeli olajkincs 1893. évi felfedezése után indult meg.
Az 1994–1995-ös grozniji csata során nagy része elpusztult, amikor az orosz csapatok behatoltak, hogy a kinyilvánított csecsen függetlenségnek véget vessenek.

## Demográfia
| Lakosok száma | 291 687 | 297 137 | 324 602 |
|               | 2017    | 2018    | 2021    |

### Etnikai megoszlás
| Év   | népesség | csecsen | orosz | ukrán | ingus | örmény | zsidó | tatár |
| ---- | -------- | ------- | ----- | ----- | ----- | ------ | ----- | ----- |
| 1897 | 15.564   | 3,2%    | 66,5% | 6,2%  |       | 2,3%   | 10,8% |       |
| 1926 | 172.448  | 2,0%    | 70,2% | 8,0%  |       | 6,0%   | 2,9%  | 3,3%  |
| 1939 | 172.448  | 14,0%   | 71,0% | 2,3%  |       | 4,6%   |       |       |
| 1959 | 242.068  | 6,7%    | 78,1% | 3,1%  | 1,0%  | 4,6%   |       |       |
| 1970 | 341.259  | 17,4%   | 67,1% | 2,5%  | 3,5%  | 3,9%   |       |       |
| 1979 | 375.326  | 24,2%   | 59,9% | 2,3%  | 4,8%  | 3,7%   |       |       |
| 1989 | 399.688  | 30,5%   | 52,9% | 2,4%  | 5,4%  | 3,6%   |       |       |
| 2002 | 210.720  | 95,7%   | 2,5%  |       | 1,0%  |        |       |       |
| 2010 | 271.573  | 93,73%  | 3,3%  |       |       |        |       |       |

## Gazdaság

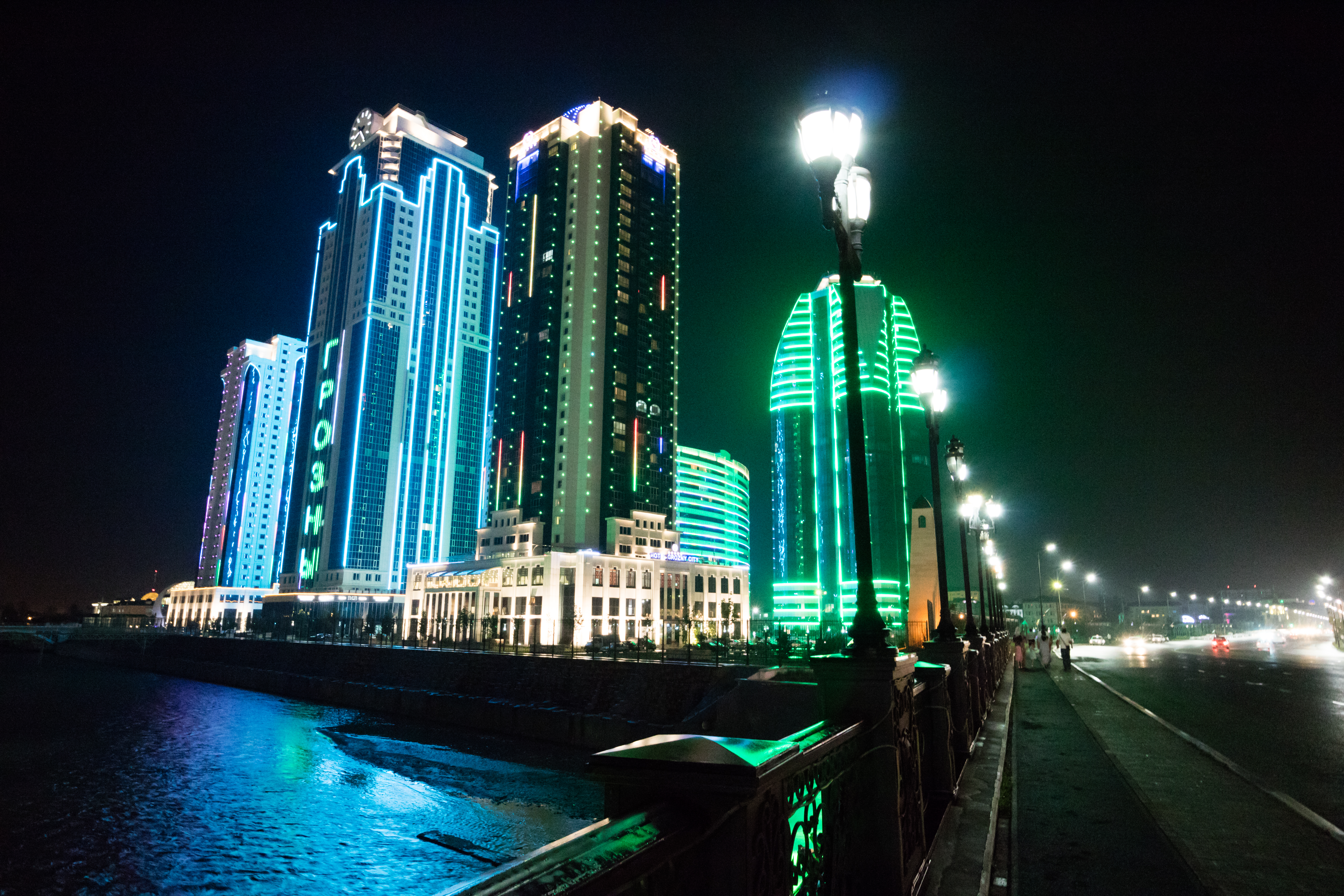
A Groznij City nevű városnegyed éjjel

A város egy jelentős olajkitermelő terület központja, amely megmagyarázza stratégiai fontosságát. Olajvezetéke a kaszpi-tengeri Mahacskala és a fekete-tengeri Tuapsze kikötőibe vezet. Egyéb iparága: vegyipar, textil- és élelmiszeripar.

## Híres emberek
- Itt született Vitalij Alekszandrovics Lopota (1950–) szovjet-orosz tudós, kutató.
- Itt született Ljudmila Ivanovna Turiscseva (1952–) négyszeres olimpiai-, sokszoros világ- és Európa-bajnok szovjet tornásznő.
- Itt született Havazsi Ahmatavics Hacihav (1977–) csecsen nemzetiségű belarusz amatőr ökölvívó.
- Itt született Julija Andrejevna Jefimova (1992–) olimpiai ezüst- és bronzérmes, ötszörös világ- és hétszeres Európa-bajnok orosz úszónő.

## Fordítás
- Ez a szócikk részben vagy egészben  a   Grosny című német Wikipédia-szócikk fordításán alapul.  Az eredeti cikk szerkesztőit annak laptörténete sorolja fel. Ez a jelzés csupán a megfogalmazás eredetét és a szerzői jogokat jelzi, nem szolgál a cikkben szereplő információk forrásmegjelöléseként.